# Klein Bennebek
Klein Bennebek (tiếng Đan Mạch: Lille Bennebæk) là một đô thị thuộc huyện Schleswig-Flensburg, trong bang Schleswig-Holstein, nước Đức. Đô thị Klein Bennebek có diện tích 25,63 km², dân số thời điểm 31 tháng 12 năm 2006 là 581 người.